# Lilian Caraian

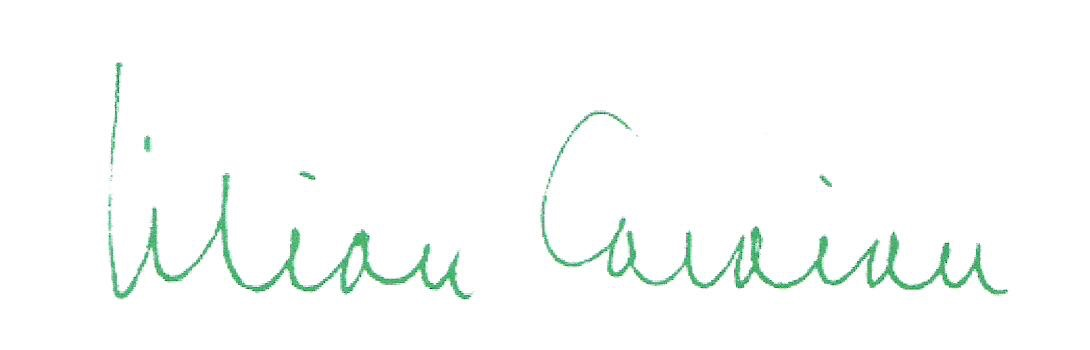
Autografo

(Lilian Caraian)
Lilian Caraian (Trieste, 13 aprile 1914 – Trieste, 25 aprile 1982) è stata una musicista, pittrice e poetessa italiana.

## Biografia

### La musicista
Nacque a Trieste da Alfonso Caraian e Maria Strukel, coppia di origine armena. Dopo il diploma in pianoforte, conseguito nel 1934 all'Ateneo Musicale Triestino di Trieste con il massimo dei voti, studiò con Alfred Cortot a l'École Normale de Musique de Paris, dove ottenne la licenza per l'insegnamento musicale e nel 1936 quella di concertista. Tornata in Italia, nel giugno del 1941 sposò Giovanni Kurlaender, un funzionario della Società di Navigazione Lloyd Triestino, del quale rimarrà vedova nel 1971. 
Per perfezionare la propria formazione, si iscrisse all'Accademia Nazionale di Santa Cecilia di Roma che frequentò negli anni 1941-1943; studiava con Alfredo Casella, ma le vicende belliche le impedirono di viaggiare verso la capitale dopo il '43, fu quindi costretta a interrompere i corsi; ciò nonostante, iniziò subito la sua carriera pianistica. 
Il marito si occupò dell'organizzazione della sua intensa attività concertistica che svolse fino al 1953 suonando nelle emittenti radiofoniche più importanti e nei più prestigiosi teatri in Italia e all'estero, sia come solista, sia con accompagnamento d'orchestra. Attività che le valse consensi critici sulla stampa nazionale e internazionale.
Nel 1953 ottenne dal Conservatorio di Trieste l'incarico di insegnante di pianoforte, che ricoprì ininterrottamente fino al settembre 1979, quando interruppe per sopraggiunti limiti di età.

### La pittrice
Nel 1953 mise da parte la carriera pianistica per dedicarsi a un'altra passione coltivata da tempo, la pittura.
Da autodidatta, inizialmente sviluppò temi figurativi ed esordì con una mostra personale presso la Galleria Casanuova di Trieste nel 1954 suscitando subito consensi da parte di alcuni critici d'arte come Cesare Sofianopulo e Decio Gioseffi. L'anno dopo frequentò a Salisburgo un corso tenuto da Oskar Kokoschka per perfezionare la tecnica. Dopo la prima mostra del 1954, ne seguirono molte altre in Italia e all'estero, personali e collettive. Anche Lionello Venturi ebbe modo di apprezzare il suo lavoro quando, nel dicembre del 1956, scrisse la presentazione del catalogo in occasione della sua personale alla Galleria Apollinaire di Milano.
Sul finire degli anni '50 si dedicò alla ricerca di nuovi stili e generi, sotto l'influenza di correnti artistiche d'avanguardia. La sperimentazione artistica la portò rapidamente dall'arte figurativa verso l'astrattismo e, negli anni sessanta, verso la scultura lignea. Il passaggio tra i diversi stili venne scandito dal progressivo uso di nuovi supporti e di tecniche miste; nel 1963, combinando tele e cartone e anche cartone e legno, realizzò delle sculto-pitture, opere tridimensionali di impostazione geometrica da lei chiamate strutture. Nel 1965/66 iniziò a creare piccole sculture lignee, omini schematizzati che riecheggiavano lo stile figurativo degli esordi. Sul finire degli anni sessanta apparvero altre strutture composte da listelli di legno colorati, sistemati a ventaglio, con chiari riferimenti floreali. L'ultima tappa della sua avventura artistica culminò e si concluse con una mostra alla Galleria degli Artisti di Trieste nell'autunno del 1972, dove propose ancora una novità: uomini in legno, modellini alti circa un metro e mezzo, schematiche figure antropomorfe.
Di lei e delle sue opere scrissero fra gli altri Ferdinando Giannessi e Aurelia Gruber Benco.
Alcune sue opere entrarono nella collezione privata di Aurelia Gruber Benco che nel 2000 venne donata al Museo Revoltella dalla figlia Marta Gruber.

#### Raccordosei
Dal 1964 al 1968 partecipò a numerose mostre con il gruppo Raccordosei composto da Bruno Chersicla, Enzo Cogno, Claudio Palcich, Nino Perizi e Miela Reina, artisti d'avanguardia, attenti alle nuove tendenze estetiche, meritevoli di avere avviato un rinnovamento delle arti visive a Trieste. Un altro gruppo triestino, Musica viva fondato da Carlo de Incontrera, si poneva lo stesso obiettivo in ambito musicale. Entrambi i gruppi gravitavano intorno al Centro Operativo d'Arte Viva, qui sperimentarono nuovi approcci artistici al fine di svecchiare l'ambiente artistico e culturale triestino, da loro percepito ormai obsoleto.

#### Mostre
(Elenco parziale)
- 1955-56, Roma, VII Quadriennale nazionale d'arte di Roma[17]
- 1956, Spoleto, IV Mostra Nazionale di Arti Figurative[18]
- 1956, Milano, Galleria Apollinaire[19]
- 1956, Roma, Galleria dell'Obelisco[20]
- 1956, Vienna, Konzerthaus[18]
- 1957, Macerata, Secondo premio nazionale “Scipione” biennale di pittura[21]
- 1957, Lissone, X Premio internazionale di pittura, (Premio Lissone)[18]
- 1957, Venezia, Galleria del Cavallino (testi catalogo di Lionello Venturi, Luciano Budigna)[22]
- 1960, Firenze, Collettiva alla Galleria Numero di Fiamma Vigo[23]
- 1962, Stoccarda, Galerie Senatore[24]
- 1962, Lubiana, Moderna galerija[25]
- 1963, Witten, Märkisches Museum[26]
- 1964, Venezia, Galleria Gritti[27]
- 1968, Zurigo, Galerie Beno[28]
- 1972, Trieste, Galleria degli Artisti
- 1993, Trieste, mostra postuma presso la Sala Comunale d’Arte Palazzo Costanzi[29]

### La poetessa
Da giovanissima, oltre a dedicarsi alla musica, amava comporre versi e scrivere in prosa, mostrando quella vitalità espressiva che l'accompagnò per tutta la vita. Pubblicò una prima selezione delle sue poesie nel 1954, con l'Editore Cappelli e con la presentazione di Umbro Apollonio. L'anno dopo il testo le valse la medaglia d'oro al Premio di Poesia Cittadella istituito per volontà del poeta Bino Rebellato nel 1951.
Sue poesie e prose furono pubblicate su giornali e riviste.

### Soroptimist
Nel 1951 partecipò alla fondazione del Soroptimist International Club di Trieste, di cui fu presidente nel biennio 1972-1974.

## Fondazione Lilian Caraian
Per volontà testamentaria dispose che i propri beni venissero destinati alla creazione di una fondazione che attraverso assegnazioni annuali di borse di studio, sostenesse giovani artisti meritevoli nelle arti visive o musicali.
La Fondazione Lilian Caraian fu costituita nell'ottobre del 1984. Molti artisti hanno partecipato alle selezioni e molti sono stati premiati. Attualmente (dicembre 2022) il concorso, dedicato all'arpa, è giunto alla XXXV edizione.
La fondazione conserva circa 200 opere della Caraian, mentre l'archivio personale è stato donato alla Biblioteca statale Stelio Crise di Trieste nel 2019.

## Pubblicazioni
- Lilian Caraian, Poesie, prefazione di Umbro Apollonio, Rocca San Casciano, L. Cappelli, 1954.
- Lilian Caraian, Versi e prose, Trieste, Fondazione Caraian, 1993.
- Lilian Caraian, Versi e Prose, a cura di Laura Ruaro Loseri, Edda Serra e Giuliapaola Ruaro, Trieste, Fondazione Caraian-Tipografia Moderna, 2003.